# 리미트 (만화)
《리미트》(일본어: リミット)는 스에노부 케이코의 만화 작품이다.
《별책 프렌드》(코단샤)에서 2009년 11월호부터 2011년 10월호까지 연재되었다. 단행본은 전 6권.
2013년 7월에 텔레비전 드라마화되었다.

## 개요
클래스의 정점 그룹에 소속해 요령 좋은 생활을 보내고 있던 주인공이, 한 사고를 기회로 그때까지의 일상생활에서 내팽개쳐져 서바이벌에 말려드는 이야기.

## 등장인물

### 주요 인물
콘노 미즈키
본작의 주인공. 현립 히노 고등학교 2학년 4반 재적. 같은 그룹인 사쿠라 등에게는 콘노라 불리고 있다.
카미야 치에코
미즈키의 동급생.
모리시게 아리사
미즈키의 동급생. 별명은 모리코.
이치노세 하루
미즈키의 동급생으로, 미즈키와 마찬가지로 사쿠라 그룹의 일원이었던 소녀.
우스이 치카게
미즈키의 동급생.
히나타 하루아키
미즈키의 동급생.

### 그 외
히메자와 사쿠라
미즈키의 동급생.
이와오 메구미
미즈키나 하루와 마찬가지로, 사쿠라 그룹의 일원이었던 소녀.
스미타
미즈키의 반 담임인 교사.
사에코
미즈키의 중학 시절 친구.

## 서지 정보
- 스에노부 케이코 《리미트》 〈코단샤·코단샤 코믹스 프렌드〉 전 6권
  1. 2010년 2월 12일 발매, ISBN 978-4-06-341668-8
  2. 2010년 6월 11일 발매, ISBN 978-4-06-341690-9
  3. 2010년 11월 12일 발매, ISBN 978-4-06-341715-9
  4. 2011년 3월 11일 발매, ISBN 978-4-06-341734-0
  5. 2011년 7월 13일 발매, ISBN 978-4-06-341750-0
  6. 2011년 12월 13일 발매, ISBN 978-4-06-341776-0

## 텔레비전 드라마
2013년 7월 12일부터 9월 27일까지 TV 도쿄 계열의 〈드라마 24〉(금요일 24:12 ~ 24:52)에서 방송되었다. 주연은 사쿠라바 나나미.

### 캐스트

#### 카나가와 현립 히노 고등학교
2학년 4반
콘노 미즈키 - 사쿠라바 나나미 (bump.y)
사쿠라의 친구.
카미야 치에코 - 츠치야 타오
4인 형제의 장녀.
이치노세 하루 - 쿠도 아야노
사쿠라, 미즈키의 친구.
모리시게 아리사 - 야마시타 리오
만화를 그리는 것이 취미. 통칭 〈모리코〉.
우스이 치카게 - 마스다 유카
심약한 성격.
히메사와 사쿠라 - 타카다 리호
사쿠라 그룹의 중심 인물.
히나타 하루아키 - 스즈키 카츠히로
미즈키에게 호의를 품고 있다.
타케다 에리카 - 모리야 후미
담임.
이가라시 와타루 - 쿠보타 마사타카
드라마 오리지널 캐릭터. 부담임.
학교 관계자
미츠오카 유리코 - 야마모토 유코
2학년 주임.
마부치 - 오오이시 고로
교장.
학생의 가족
콘노 히로카즈 - 와타나베 잇케이
드라마 오리지널 캐릭터. 미즈키의 아빠.
콘노 스미요 - 후나키 사치
미즈키의 엄마.
콘노 하루카 - 타키 유카리
미즈키의 언니.
카미야 리코/카미야 유타로/카미야 마미코 - 코쇼지 시온/하시노 류노스케/히라사와 코코로
치에코의 형제.
모리시게 에이지 - 후케 노리마사
아리사의 아빠.

#### 카나가와 관광 버스
이타가키 - 시미즈 카즈아키
사장.
쿠사카베 - 나카타니 류
사원.
오오미야
관광 버스 운전수.

#### 그 외
사에코 - 카지와라 히카리
미즈키의 중학 시절 친구.
나가사키 아키히코 - 마츠자와 카즈유키
카나가와 현 경찰 경부.
니라사와 유지 - 이치하시 마사미츠
토우토 신문사 사회부 부장. 콘노 하루카의 상사.

### 스태프
- 원작 - 스에노부 케이코 《리미트》
- 각본 - 시미즈 유카코, 야마오카 준페이, 센쥬 미노리, 타니오카 유키
- 음악 - 엔도 코지
- 연출 - 츠카하라 아유코, 타카노 에이지, 카토 나오키
- 주제가 - bump.y 〈SAVAGE HEAVEN〉 (아미디어/포니캐년)
- 엔딩 테마 - ν[NEU] 〈APOLLON〉 (포니캐년)
- 프로듀스 - 나카가와 준페이 (TV 도쿄) / 아라이 준코, 츠카하라 아유코 (드리맥스)
- 제작 - TV 도쿄, 드리맥스
- 제작 저작 - 〈리미트〉 제작 위원회

### 방송 일자
| 방송회 | 방송일          | 부제                                                         | 각본            | 연출            |
| ------ | --------------- | ------------------------------------------------------------ | --------------- | --------------- |
| 제1화  | 2013년 7월 12일 | 여고생 5명의 충격 서바이벌 서스펜스 절대로 살아서 돌아간다!! | 시미즈 유카코   | 츠카하라 아유코 |
| 제2화  | 2013년 7월 19일 | 여고생 서바이벌 여기는 학교가 아니야! 노예는 너다!!          | 야마오카 준페이 | 츠카하라 아유코 |
| 제3화  | 2013년 7월 26일 | 여고생 5명이 산에서 조난! 질투, 폭력, 살의…극한 서바이벌     | 야마오카 준페이 | 타카노 에이지   |
| 제4화  | 2013년 8월 2일  | 여고생 서바이벌 여제의 전락!? 또 한 명의 생존자              | 시미즈 유카코   | 타카노 에이지   |
| 제5화  | 2013년 8월 9일  | 여고생 서바이벌 화재 발생! 6인째 생존자는 적인가 아군인가!?  | 센쥬 미노리     | 츠카하라 아유코 |
| 제6화  | 2013년 8월 16일 | 여고생 서바이벌 결국 최악의 사태가…살아남는 건 누구!?        | 시미즈 유카코   | 타카노 에이지   |
| 제7화  | 2013년 8월 23일 | 결국 제1의 살인…범인은 5명 안에!                             | 야마오카 준페이 | 카토 나오키     |
| 제8화  | 2013년 8월 30일 | 한계 돌파 서바이벌 보이지 않는 진범인…또 한 명의 희생자!     | 타니오카 유키   | 츠카하라 아유코 |
| 제9화  | 2013년 9월 6일  | 의혹의 행방…결국 파헤쳐지는 진범인                           | 시미즈 유카코   | 카토 나오키     |
| 제10화 | 2013년 9월 13일 | 악마의 속삭임…진실이 밝혀진다!                               | 야마오카 준페이 | 츠카하라 아유코 |
| 제11화 | 2013년 9월 20일 | 살아남는 건 누구!? 최후의 서바이벌!                          | 시미즈 유카코   | 카토 나오키     |
| 최종화 | 2013년 9월 27일 | 최종회…절대 살아서 돌아간다! 앞으로, 내일로                  | 시미즈 유카코   | 츠카하라 아유코 |